# Констанций III
Флавий Констанций (на латински: Flavius Constantius III) e magister militum, съимператор на Западната римска империя, консул през 414, 417, 420 г.
Обявен е за съимператор от Флавий Хонорий. Той е успешен военачалник, който потушил повечето бунтове срещу Хонорий и възстановил част от изгубените римски владения в Галия и Испания. Получил длъжността на главнокомандващ (magister militum), както и патрициански сан, като вероятно упражнявал голямо влияние върху императора, който го провъзгласил за съвладетел през 421 и го оженил за сестра си Гала Плацидия. Източноримският император Теодосий II се обявил против избора на Констанций и това щяло да доведе до гражданска война, ако не била неочакваната смърт на Констанций само 7 месеца по-късно.
Констанций и Гала Плацидия се женят на 1 януари 417 г. в Равена. Te имат две деца, Хонория и Валентиниан III. Хонорий провъзглася Флавий Констанций на 8 февруари 421 г. за август и сърегент (Констанций III) и Гала Плацидия за августа. Така синът им Валентиниан става наследник на трона. Но на 2 септември 421 г. Констанций умира от плеврит.
Издигането на Констанций от водач на заслабващата западноримска армия до влиятелната личност и накрая дори до императорски ранг влияе на по-късните военачалници, имена като Аеций и Рицимер, макар че Стилихон е бил вече много влиятелен – при което Констанций се отличава от Рицимер и Стилихон с това, че е римлянин (може да стане император). Немалко изследователи са на мнение, че само ранната смърт на Констанций пречи на трайната стабилизация на Рим.